# Os Reinos da Renascença
Os Reinos da Renascença é um MMORPG (Massive Multiplayer Online RPG - Jogos de RPG Online Massivos), desenvolvido pela empresa Celsius. O objetivo do jogo é reproduzir a vida no século XV. Considerado o melhor RPG grátis de 2006 pela GameOgre.